# آیدا ب. ولز
آیدا بل ولز بارنت (انگلیسی: Ida Bell Wells-Barnett زاده ۱۶ ژوئیه ۱۸۶۲ – درگذشته ۲۵ مارس ۱۹۳۱) معروف به آیدا ب. ولز یک زن آمریکایی سیاه‌پوست، سردبیر، عضو گروه سافراجت، طرفدار فلسفهٔ اقتصادی جُرجی و یکی از نخستین رهبران جنبش حقوق شهروندی بود. او اسنادی در زمینهٔ کشتار متعصبانهٔ سیاهان تهیه کرد که نشان می‌دهد این کشتارها برای زهرچشم گرفتن از سیاهانی صورت می‌گرفت که سعی می‌کردند با سفیدها رقابت کنند در حالی که سفیدپوستان ادعا می‌کردند سیاهان جنایت می‌کنند و این کشتارها پاسخ خودجوش و مردمی به جنایت‌های آن‌ها است. آیدا ولز فعال حوزهٔ حقوق زنان بود، برای جنبش حق رای زنان تلاش می‌کرد و چندین سازمان برای حقوق زنان تشکیل داد. ولز سخنران صریح و قَدَری بود و برای سخن رانی به نقاط مختلف جهان سفر می‌کرد.

## تولد و تحصیلات
آیدا بلز کمی قبل از انتشار اعلامیهٔ آزادی بردگان از سوی رئیس‌جمهور آمریکا ابراهام لینکلن، در سال ۱۸۶۲ در هولی اسپرینگز در میسی سیپی به دنیا آمد و از بدو تولد یک برده بود. پدرش جیمز ولز و مادرش الیزابت «لیزی» وارنتون ولز نام داشتند و هر دو تا زمان انتشار اعلامیهٔ لغو بردگی برده بودند؛ آیدا و مادرش بردگان مرد معماری به نام اسپایرز بولینگ بودند و در خانهٔ او زندگی می‌کردند. مادر آیدا در آن خانه که امروز یولینگ گیتوود هاوس نام دارد آشپزی می‌کرد.
پدر آیدا استاد نجاری بود و از آن‌ها بود که «ریس من» نامیده می‌شدند و برای پیشرفت سیاه پوستان تلاش می‌کردند. او علاقه بسیاری به سیاست داشت و عضو اتحادیه وفاداران بود. او در دانشگاه شاو در هالی اسپرینگز (که امروز راست کالج نامیده می‌شود) درس می‌خواند اما برای کمک به خانواده اش مجبور شد درس را رها کند. وی بارها در سخنرانی‌ها و فعالیت‌های عمومی به نفع نامزدهای محلی سیاه‌پوست حضور پیدا کرد ولی خودش هیچ وقت نامزد نشد. مادر آیدا زن مؤمنی بود که به بچه‌هایش خیلی سخت می‌گرفت و تا زمانی که از تب زرد مرد هم چنان آشپز خانواده رولینگ بود.
آیدا نیز به کالج شاو رفت ولی به دلیل رفتار سرکشانه‌ای که داشت و نیز به خاطر بگومگو با مدیر مدرسه اخراج شد. در سال ۱۸۷۸ آیدای شانزده ساله وقتی برای دیدن مادر بزرگش به دره می‌سی‌سی‌پی رفته بود متوجه شد بیماری تب زرد تمام مردم هالی اسپرینگز را اسیر خود کرده‌است. پدر و مادر و نیز برادر ۱۰ ماههٔ او به نام استنلی از این بیماری جان باختند و او و پنج خواهر و برادرش یتیم شدند.

## آغاز کار
پس از دفن جنازهٔ پدر و مادر آیدا، دوستان و بستگان این خانواده تصمیم گرفتند شش فرزند بازماندهٔ ولز را بین خود تقسیم کنند تا هر کدام در خانه‌ای پرورش بیابد، ولی بچه‌ها این تصمیم را رد کردند. آیدا برای این که بتواند خواهر و برادران خردسالش را در کنار هم نگه دارد در یک مدرسهٔ ابتدایی سیاه پوستان به شغل معلمی پرداخت. مادر پدر آیدا، پگی ولز و دوستان و بستگان دیگر، هر روز خواهر و برادران آیدا را نگه می‌داشتند تا او بتواند به تدریس بپردازد. بدون این کمک او هرگز نمی‌توانست خواهر و برادرانش را در کنار هم نگه دارد. وی از این که در نظام تفکیک نژادی مدارس، معلمان سفیدپوست ۸۰ دلار در ماه حقوق می‌گیرند ولی او تنها ۳۰ دلار حقوق می‌گیرد به شدت معترض بود و همین تبعیض باعث جلب توجه او به سیاست‌های نژادی و تلاش برای بهبود وضعیت آموزش سیاهان شد.
یک حادثه مهم در سفر قطاری از ممفیس به ووداستاک رخ داد. حدود هشتاد سال پیش از آنکه رزا پارکس (Rosa Parks) نپذیرفت که به تهیه یک اتوبوس در مونتگومری، آلاباما برود، ولز بیست و دو ساله نپذیرفت که صندلی قطار خود را ترک کردن. او یک بلیط برای کوپه خانم‌ها کلاس اول خریداری کرد بود اما رئیس قطار به او دستور داد که به کوپه سیگاری‌ها برود. مسئولان او را به زور از قطار بیرون انداختند.